# IV. Vszevolod kijevi nagyfejedelem
IV. Vszevolod Szvjatoszlavics, más néven Vörös Vszevolod, a keresztségben Dániel (oroszul: Вcеволод Святославич Чермный), (? – 1215 augusztusa) kijevi nagyfejedelem 1206-tól 1207-ig, 1210-től 1214-ig.
III. Szvjatoszláv harmadik fiaként született. 1192-ben testvéreivel, Vlagyimirral és Msztyiszlávval részt vett egy kunok elleni hadjáratban. 1203. január 2-án a korábban elűzött II. Rurik bevette Kijevet és ott minden eddiginél nagyobb pusztítást végzett. A zűrzavaros állapotok közt Vszevolod is támadást intézett a város ellen, és miután sikerült bevennie, ő lett az új nagyfejedelem. Februárban azonban Rurik megtámadta Vszevolodot és újra saját kezébe vette Kijev irányítását. 
Évekkel később, 1207 elején Vszevolod néhány rokonával megtámadta és bevette Kijevet, de csak 3 hétig tartó fosztogatás lett ennek az eredménye, és Vszevolod hamarosan visszavonult. Még ez év nyarán Vszevolod újból – de már hatalmas sereggel – tört Kijevre. Ezúttal testvérei, unokaöccse, a kunok és Turov, valamint Minszk fejedelme támogatta őt. Hamarosan rokona, Vszevolod Jurjevics támadott ellene, ezt felhasználva pedig II. Rurik elűzte Kijevből. 1208-ban támadást intézett ismételten Kijev ellen – sikertelenül. Végül II. Rurik elűzése után vehette kezébe ahatalmat. 1211 szeptemberében Vszevolod távoli rokona, Dániel Romanovics bevette Halicsot és ott – ha igazak a krónika adatai – kivégeztette Vszevolod közeli rokonait. Ezt Vszevolod iszonyatos bosszúhadjárata követte, de végül kénytelen volt ellenségei elől Kijevbe menekülni. A sikertelenül ostromlott várnak végül a külső városát felgyújtották. Vszevolod ezalatt halt meg.

## Fordítás
- Ez a szócikk részben vagy egészben  a   Vsevolod IV of Kiev című orosz Wikipédia-szócikk fordításán alapul.  Az eredeti cikk szerkesztőit annak laptörténete sorolja fel. Ez a jelzés csupán a megfogalmazás eredetét és a szerzői jogokat jelzi, nem szolgál a cikkben szereplő információk forrásmegjelöléseként.